# تيريس ماكسي
تيريس ماكسي (مواليد 4 نوفمبر 2000) هو لاعب كرة سلة أمريكي يلعب في مركز لاعب هجوم خلفي في نادي فيلادلفيا سفنتي سيكسرز.